# Санджак Ниш
Санджак Ниш — (тур. Niş Sancağı, серб. Niški Sandžak, болг. Нишки санджак/Nishki sandzhak, алб. Sanxhaku i Nishit) один из санджаков Османской империи, и его уездным городом был Ниш. административным центром санджака был город Ниш. Санджак делился на нахии: Ниш, Пирот, Лесковац, Вране, Куршумлия, Прокупле и Трын.

## История

### Средневековье
Османская империя впервые захватила город Ниш в 1375 году. В битве при Нише (начало ноября 1443 года) крестоносцы во главе с Яношем Хуньяди захватили османскую крепость Ниш и разгромили три армии Османской империи. После 1443 года Ниш находился под контролем Георгия Бранковича. В 1448 году он был вновь захвачен Османской империей и оставался под ее контролем в течение 241 года.
Такие топонимы, как Arbanaška и Đjake, свидетельствуют об албанском присутствии в Топлице и Южной Мораве (расположенной к северо-востоку от современного Косово) с позднего Средневековья. Албанцы в районе Ниша приняли ислам после того, как этот район стал частью Османской империи.

### XVIIиXVIII века
В 1689 году (во время Великой Турецкой войны) и в 1737 году Ниш был на короткое время захвачен Австрийской империей. Австро-турецкие войны и их последствия привели к тому, что город Ниш и его область потеряли значительную часть своего населения из-за того, что они бежали или погибли. Некоторые албанцы из современной северной Албании и Западного Косово поселились в Топлице и Мораве во второй половине XVIII века, подстрекаемые османскими властями.

### XIX век

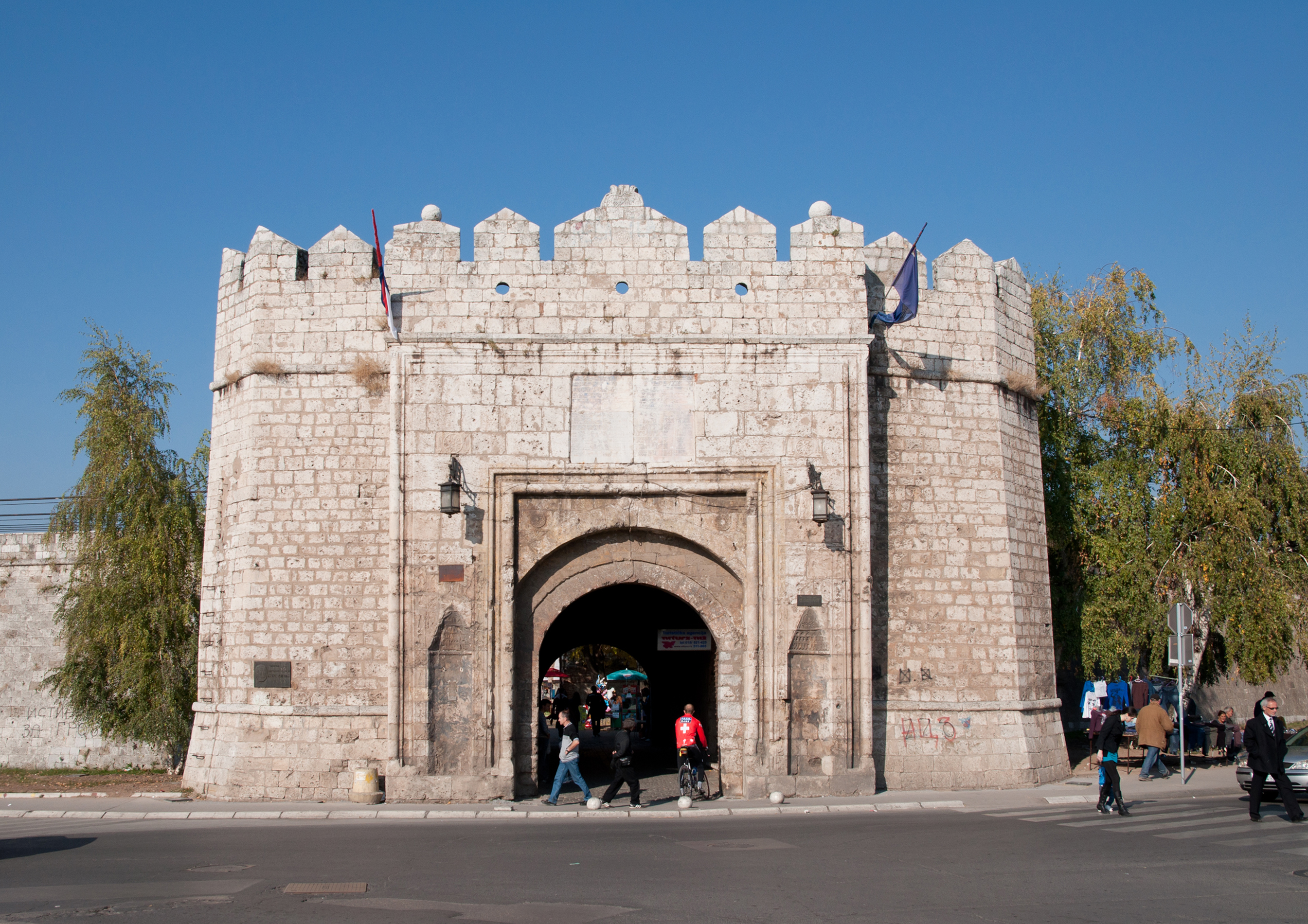
Османская крепость в Нише, законченная в 1723 году

Мидхат-паша был одним из наиболее известных санджак-беев Ниша (1861—1864), чьи реформы в санджаке были настолько выгодны, что султан поручил ему подготовить план их адаптации ко всей империи. Санджак Ниш стал частью Дунайского вилайета, когда последний был создан в 1864 году. В 1868 году санджак был объединен с санджаком Призрен, санджаком Скопье и санджаком Дибра в один вилайет, Призренский вилайет, который просуществовал до 1877 года. В 1871 году санджак был объединен с санджаком Нови-Пазар создать новый вилайет Нови-Пазар, просуществовавший менее года, когда прежняя ситуация была восстановлена.
Албанцы составляли большинство населения в некоторых районах санджака Ниш, таких как область Топлица и некоторые деревни в районе Вране, до Русско-турецкой войны (1877—1878). Во время и после сербско-турецкой войны 1876—1878 годов от 30 000 до 70 000 мусульман, в основном албанцев, были изгнаны сербской армией из санджака Ниш и бежали в Косовский вилайет.
Большая часть санджака Ниш была аннексирована Сербским княжеством после Русско-турецкой войны (1877—1878), а меньшая часть и весь Софийский санджак были аннексированы Болгарским княжеством.